# 18e étape du Tour de France 2004
Pour un article plus général, voir Tour de France 2004.
La 18e étape du Tour de France 2004 s'est déroulée le 23 juillet 2004 sur 166 kilomètres entre Annemasse et Lons-le-Saunier. L'Espagnol Juan Miguel Mercado remporte l'étape devant son compatriote José Vicente García Acosta. L'Américain Lance Armstrong garde le maillot jaune à l'issue de l'étape. Ce dernier partira à la poursuite de Filippo Simeoni, étant en conflit avec ce dernier dans l'affaire du docteur Ferrari.

## Classement de l'étape
| \| Classement de l'étape \| Classement de l'étape \| Classement de l'étape \| Classement de l'étape \| Classement de l'étape \| \| Coureur \| Coureur \| Pays \| Équipe \| Temps \| \| --------------------- \| -------------------------- \| --------------------- \| ------------------------------- \| --------------------- \| \| 1er \| Juan Miguel Mercado \| Espagne \| Quick Step-Davitamon \| 4 h 04 min 03 s \| \| 2e \| José Vicente García Acosta \| Espagne \| Illes Balears-Banesto \| + 0 s \| \| 3e \| Dmitriy Fofonov \| Kazakhstan \| Cofidis-Le Crédit par Téléphone \| + 11 s \| \| 4e \| Sébastien Joly \| France \| Crédit Agricole \| + 11 s \| \| 5e \| Marc Lotz \| Pays-Bas \| Rabobank \| + 11 s \| \| 6e \| Juan Antonio Flecha \| Espagne \| Fassa Bortolo \| + 11 s \| \| 7e \| Thor Hushovd \| Norvège \| Crédit Agricole \| + 11 min 29 s \| \| 8e \| Robbie McEwen \| Australie \| Lotto-Domo \| + 11 min 29 s \| \| 9e \| Danilo Hondo \| Allemagne \| Gerolsteiner \| + 11 min 29 s \| \| 10e \| Stuart O'Grady \| Australie \| Cofidis-Le Crédit par Téléphone \| + 11 min 29 s \| |                            |            |                                 |                 |
| |                            |            |                                 |                 |
| |                            |            |                                 |                 |
| Classement de l'étape |                            |            |                                 |                 |
| Coureur | Coureur                    | Pays       | Équipe                          | Temps           |
| 1er | Juan Miguel Mercado        | Espagne    | Quick Step-Davitamon            | 4 h 04 min 03 s |
| 2e | José Vicente García Acosta | Espagne    | Illes Balears-Banesto           | + 0 s           |
| 3e | Dmitriy Fofonov            | Kazakhstan | Cofidis-Le Crédit par Téléphone | + 11 s          |
| 4e | Sébastien Joly             | France     | Crédit Agricole                 | + 11 s          |
| 5e | Marc Lotz                  | Pays-Bas   | Rabobank                        | + 11 s          |
| 6e | Juan Antonio Flecha        | Espagne    | Fassa Bortolo                   | + 11 s          |
| 7e | Thor Hushovd               | Norvège    | Crédit Agricole                 | + 11 min 29 s   |
| 8e | Robbie McEwen              | Australie  | Lotto-Domo                      | + 11 min 29 s   |
| 9e | Danilo Hondo               | Allemagne  | Gerolsteiner                    | + 11 min 29 s   |
| 10e | Stuart O'Grady             | Australie  | Cofidis-Le Crédit par Téléphone | + 11 min 29 s   |

## Classement général
Initialement vainqueur de ce Tour de France et de cinq étapes, dont celle-ci, Lance Armstrong a été déclassé en octobre 2012 pour plusieurs infractions à la réglementation antidopage. Ses victoires n'ont pas été attribuées à d'autres coureurs. Son nom est rayé dans le tableau ci-dessous.
En 2012, Levi Leipheimer fait partie des anciens coureurs de l'US Postal/Discovery Channel témoignant devant l'USADA des pratiques de dopage au sein de cette équipe. Il avoue s'être dopé entre 1999 et 2007. L'USADA le suspend pour six mois à compter du 1er septembre 2012 et lui retire les résultats sportifs obtenus du 1er juin 1999 au 30 juillet 2006, et du 7 au 29 juillet 2007.
| \| Classement général \| Classement général \| Classement général \| Classement général \| Classement général \| \| Coureur \| Coureur \| Pays \| Équipe \| Temps \| \| ------------------ \| ------------------ \| ------------------ \| ----------------------------- \| ------------------ \| \| 1er \| Lance Armstrong \| États-Unis \| US Postal Service-Berry Floor \| DQ \| \| 2e \| Ivan Basso \| Italie \| CSC \| + 4 min 09 s \| \| 3e \| Andreas Klöden \| Allemagne \| T-Mobile \| + 5 min 11 s \| \| 4e \| Jan Ullrich \| Allemagne \| T-Mobile \| + 8 min 08 s \| \| 5e \| José Azevedo \| Portugal \| US Postal Service-Berry Floor \| + 10 min 41 s \| \| 6e \| Francisco Mancebo \| Espagne \| Illes Balears-Banesto \| + 11 min 45 s \| \| 7e \| Georg Totschnig \| Autriche \| Gerolsteiner \| + 12 min 56 s \| \| 8e \| Carlos Sastre \| Espagne \| CSC \| + 15 min 14 s \| \| 9e \| Levi Leipheimer \| États-Unis \| Rabobank \| DQ \| \| 10e \| Pietro Caucchioli \| Italie \| Alessio-Bianchi \| + 16 min 33 s \| |                   |            |                               |               |
| |                   |            |                               |               |
| |                   |            |                               |               |
| Classement général |                   |            |                               |               |
| Coureur | Coureur           | Pays       | Équipe                        | Temps         |
| 1er | Lance Armstrong   | États-Unis | US Postal Service-Berry Floor | DQ            |
| 2e | Ivan Basso        | Italie     | CSC                           | + 4 min 09 s  |
| 3e | Andreas Klöden    | Allemagne  | T-Mobile                      | + 5 min 11 s  |
| 4e | Jan Ullrich       | Allemagne  | T-Mobile                      | + 8 min 08 s  |
| 5e | José Azevedo      | Portugal   | US Postal Service-Berry Floor | + 10 min 41 s |
| 6e | Francisco Mancebo | Espagne    | Illes Balears-Banesto         | + 11 min 45 s |
| 7e | Georg Totschnig   | Autriche   | Gerolsteiner                  | + 12 min 56 s |
| 8e | Carlos Sastre     | Espagne    | CSC                           | + 15 min 14 s |
| 9e | Levi Leipheimer   | États-Unis | Rabobank                      | DQ            |
| 10e | Pietro Caucchioli | Italie     | Alessio-Bianchi               | + 16 min 33 s |

## Classements annexes
| Classement par points | Classement par points | Classement par points | Classement par points           | Classement par points |
| Coureur               | Coureur               | Pays                  | Équipe                          | Points                |
| --------------------- | --------------------- | --------------------- | ------------------------------- | --------------------- |
| 1er                   | Robbie McEwen         | Australie             | Lotto-Domo                      | 238 pts               |
| 2e                    | Thor Hushovd          | Norvège               | Crédit Agricole                 | 227 pts               |
| 3e                    | Erik Zabel            | Allemagne             | T-Mobile                        | 221 pts               |
| 4e                    | Stuart O'Grady        | Australie             | Cofidis-Le Crédit par Téléphone | 215 pts               |
| 5e                    | Danilo Hondo          | Allemagne             | Gerolsteiner                    | 201 pts               |

| Classement par points | Classement par points | Classement par points | Classement par points           | Classement par points |
| Coureur               | Coureur               | Pays                  | Équipe                          | Points                |
| --------------------- | --------------------- | --------------------- | ------------------------------- | --------------------- |
| 1er                   | Robbie McEwen         | Australie             | Lotto-Domo                      | 238 pts               |
| 2e                    | Thor Hushovd          | Norvège               | Crédit Agricole                 | 227 pts               |
| 3e                    | Erik Zabel            | Allemagne             | T-Mobile                        | 221 pts               |
| 4e                    | Stuart O'Grady        | Australie             | Cofidis-Le Crédit par Téléphone | 215 pts               |
| 5e                    | Danilo Hondo          | Allemagne             | Gerolsteiner                    | 201 pts               |

| Classement de la montagne | Classement de la montagne | Classement de la montagne | Classement de la montagne     | Classement de la montagne |
| Coureur                   | Coureur                   | Pays                      | Équipe                        | Points                    |
| ------------------------- | ------------------------- | ------------------------- | ----------------------------- | ------------------------- |
| 1er                       | Richard Virenque          | France                    | Quick Step-Davitamon          | 226 pts                   |
| 2e                        | Lance Armstrong           | États-Unis                | US Postal Service-Berry Floor | DQ                        |
| 3e                        | Ivan Basso                | Italie                    | CSC                           | 119 pts                   |
| 4e                        | Michael Rasmussen         | Danemark                  | Rabobank                      | 119 pts                   |
| 5e                        | Jan Ullrich               | Allemagne                 | T-Mobile                      | 115 pts                   |

| Classement de la montagne | Classement de la montagne | Classement de la montagne | Classement de la montagne     | Classement de la montagne |
| Coureur                   | Coureur                   | Pays                      | Équipe                        | Points                    |
| ------------------------- | ------------------------- | ------------------------- | ----------------------------- | ------------------------- |
| 1er                       | Richard Virenque          | France                    | Quick Step-Davitamon          | 226 pts                   |
| 2e                        | Lance Armstrong           | États-Unis                | US Postal Service-Berry Floor | DQ                        |
| 3e                        | Ivan Basso                | Italie                    | CSC                           | 119 pts                   |
| 4e                        | Michael Rasmussen         | Danemark                  | Rabobank                      | 119 pts                   |
| 5e                        | Jan Ullrich               | Allemagne                 | T-Mobile                      | 115 pts                   |

| Classement du meilleur jeune | Classement du meilleur jeune | Classement du meilleur jeune | Classement du meilleur jeune | Classement du meilleur jeune |
| Coureur                      | Coureur                      | Pays                         | Équipe                       | Temps                        |
| ---------------------------- | ---------------------------- | ---------------------------- | ---------------------------- | ---------------------------- |
| 1er                          | Thomas Voeckler              | France                       | Brioches La Boulangère       | 78 h 41 min 40 s             |
| 2e                           | Vladimir Karpets             | Russie                       | Illes Balears-Banesto        | + 45 s                       |
| 3e                           | Sandy Casar                  | France                       | Fdjeux.com                   | + 1 min 56 s                 |
| 4e                           | Michael Rogers               | Australie                    | Quick Step-Davitamon         | + 13 min 18 s                |
| 5e                           | Jérôme Pineau                | France                       | Brioches La Boulangère       | + 15 min 26 s                |

| Classement du meilleur jeune | Classement du meilleur jeune | Classement du meilleur jeune | Classement du meilleur jeune | Classement du meilleur jeune |
| Coureur                      | Coureur                      | Pays                         | Équipe                       | Temps                        |
| ---------------------------- | ---------------------------- | ---------------------------- | ---------------------------- | ---------------------------- |
| 1er                          | Thomas Voeckler              | France                       | Brioches La Boulangère       | 78 h 41 min 40 s             |
| 2e                           | Vladimir Karpets             | Russie                       | Illes Balears-Banesto        | + 45 s                       |
| 3e                           | Sandy Casar                  | France                       | Fdjeux.com                   | + 1 min 56 s                 |
| 4e                           | Michael Rogers               | Australie                    | Quick Step-Davitamon         | + 13 min 18 s                |
| 5e                           | Jérôme Pineau                | France                       | Brioches La Boulangère       | + 15 min 26 s                |

| Classement par équipes | Classement par équipes        | Classement par équipes | Classement par équipes |
| Équipe                 | Équipe                        | Pays                   | Temps                  |
| ---------------------- | ----------------------------- | ---------------------- | ---------------------- |
| 1re                    | T-Mobile                      | Allemagne              | 233 h 03 min 45 s      |
| 2e                     | US Postal Service-Berry Floor | États-Unis             | + 5 min 12 s           |
| 3e                     | CSC                           | Danemark               | + 10 min 49 s          |
| 4e                     | Quick Step-Davitamon          | Belgique               | + 43 min 07 s          |
| 5e                     | Illes Balears-Banesto         | Espagne                | + 46 min 38 s          |

| Classement par équipes | Classement par équipes        | Classement par équipes | Classement par équipes |
| Équipe                 | Équipe                        | Pays                   | Temps                  |
| ---------------------- | ----------------------------- | ---------------------- | ---------------------- |
| 1re                    | T-Mobile                      | Allemagne              | 233 h 03 min 45 s      |
| 2e                     | US Postal Service-Berry Floor | États-Unis             | + 5 min 12 s           |
| 3e                     | CSC                           | Danemark               | + 10 min 49 s          |
| 4e                     | Quick Step-Davitamon          | Belgique               | + 43 min 07 s          |
| 5e                     | Illes Balears-Banesto         | Espagne                | + 46 min 38 s          |